# Parque nacional Arroyo Ferntree
Arroyo Ferntree es un parque nacional en Queensland (Australia), ubicado a 97 km al norte de Brisbane.

## Datos
- Área: 0,72 km²
- Coordenadas: 26°36′19″S 152°57′50″E / -26.60528, 152.96389
- Fecha de Creación: 1947
- Administración: Servicio para la Vida Salvaje de Queensland
- Categoría IUCN: II

Véase también:
- Zonas protegidas de Queensland

- Datos: Q938754